# Semikubická parabola

Semikubické paraboly pro různé hodnoty a

Semikubická parabola (též Neilova parabola) je rovinná kubika, tj. algebraická rovinná křivka 3. stupně, kterou lze v kartézské soustavě souřadnic vyjádřit rovnicí
{\displaystyle y=\pm ax^{\frac {3}{2}}},
kde {\displaystyle a\neq 0} je konstanta a {\displaystyle x\in \mathbb {R} ^{+}}.

## Další vyjádření
Parametrická rovnice
{\displaystyle x=t^{2}},
{\displaystyle y=at^{3};t\in \mathbb {R} }
Implicitní funkce
{\displaystyle ax^{3}-y^{2}=0}
Polární soustava souřadnic
{\displaystyle r={\frac {\operatorname {tg} ^{2}\,\varphi \sec \varphi }{a}}}

## Vlastnosti
Speciálními případy této křivky jsou evoluta paraboly:
{\displaystyle x={\frac {3}{4}}(2y)^{\frac {2}{3}}+{\frac {1}{2}}}
a katakaustika Tschirnhausenovy kubiky:
{\displaystyle x=3t^{2}-9}
{\displaystyle y=t^{3}-3t}
Sama je speciálním případem eliptické křivky v Legendrově normální formě:
{\displaystyle y^{2}=x(x-1)(x-\lambda )}
Křivka se někdy označuje po anglickém matematikovi W. Neilovi (1637–1670), který ji v roce 1657 objevil.
Byla první netriviální algebraickou křivkou, u které byla vypočítána délka oblouku (mezi hrotem a bodem s argumentem t při výše uvedené parametrizaci):
{\displaystyle s(t)={\frac {1}{27}}(4+9t^{2})^{\frac {3}{2}}-{\frac {8}{27}}}